# Världsmästerskapet i fotboll för klubblag 2013
Världsmästerskapet i fotboll för klubblag 2013 var den tionde upplagan av VM i fotboll för klubblag som avgjordes i åtta matcher mellan de kontinentala mästarna i fotboll. Turneringen spelades under perioden 11–21 december 2013, i Agadir och Marrakech i Marocko. Sju lag från sex konfederationer deltog i turneringen. CAF hade två deltagande lag då Marocko var värdnation.
Bayern München från Tyskland blev mästare då de besegrade Raja Casablanca från Marocko i finalen. Atlético Mineiro från Brasilien besegrade Guangzhou Evergrande från Kina i matchen om tredjepris.
Utmärkelsen för turneringens meste målskytt delade mellan fyra spelare som gjorde två mål. Fransosen Franck Ribéry som spelade i Bayern München blev utsedd till turneringens bäste spelare.
Internationella fotbollsförbundet testade frisparkssprayen under turneringen tillsammans med ungdomsturneringarna turneringarna Fifa U-17 och Fifa U-20 innan de beslutade använda den i VM i Brasilien 2014.

## Deltagande lag
| Lag                                     | Konfederation                         | Kvalifikation                                  |                                       |
| Direktkvalificerad till semifinalerna   | Direktkvalificerad till semifinalerna | Direktkvalificerad till semifinalerna          | Direktkvalificerad till semifinalerna |
| --------------------------------------- | ------------------------------------- | ---------------------------------------------- | ------------------------------------- |
| Atlético Mineiro                        | CONMEBOL                              | Segrare av Copa Libertadores 2013              |                                       |
| Bayern München                          | Uefa                                  | Segrare av Uefa Champions League 2012/2013     |                                       |
| Direktkvalificerad till kvartsfinalerna |                                       |                                                |                                       |
| Guangzhou Evergrande                    | AFC                                   | Segrare av AFC Champions League 2013           |                                       |
| Al-Ahly                                 | CAF                                   | Segrare av CAF Champions League 2013           |                                       |
| Monterrey                               | CONCACAF                              | Segrare av CONCACAF Champions League 2012/2013 |                                       |
| Playoff till kvartsfinalerna            |                                       |                                                |                                       |
| Auckland City                           | OFC                                   | Segrare av 2012–13 OFC Champions League        |                                       |
| Raja Casablanca                         | CAF (värd)                            | Segrare av Botola 2012/2013                    |                                       |

## Spelartrupper
Lagen fick bestå av maximalt 23 spelare varav 3 målvakter. Vardera lag skulle innan den 25 oktober 2013 skicka in en provisorisk lista med 35 spelare, varav 4 målvakter, till Fifas sekretariat. En lista över 23 spelare, varav 3 målvakter skulle lämnas in till Fifas sekretariat före den 29 november 2013.
Vardera spelare i ett lag skulle på förhand få en siffra tilldelat mellan 1 och 23. Siffran 1 var reserverat för en av målvakterna. Spelarna var tillåtna att spela med högre spelarsiffror än 23 om de i laget spelade med ett eget valt nummer i landets fotbollsliga.

## Matchresultat
Matchlottningen ägde rum den 9 oktober 2013 vid La Mamounia Hotel i Marrakech.
Matcherna visas efter västeuropeisk tid (UTC±0).
|  | Playoff         | Playoff     |  |  | Kvartsfinaler          | Kvartsfinaler |  |  | Semifinaler          | Semifinaler |  |  | Final                | Final       |  |
|  |                 |             |  |  |                        |               |  |  |                      |             |  |  |                      |             |  |
|  |                 |             |  |  | 14 december            | 14 december   |  |  | 17 december          | 17 december |  |  |                      |             |  |
|  |                 |             |  |  | Guangzhou Evergrande   | 2             |  |  | Guangzhou Evergrande | 0           |  |  |                      |             |  |
|  |                 |             |  |  | Al-Ahly                | 0             |  |  | Bayern München       | 3           |  |  |                      |             |  |
|  |                 |             |  |  |                        |               |  |  |                      |             |  |  |                      |             |  |
|  |                 |             |  |  |                        |               |  |  |                      |             |  |  |                      |             |  |
|  |                 |             |  |  |                        |               |  |  | Match om femteplats  |             |  |  |                      |             |  |
|  |                 |             |  |  |                        |               |  |  | 18 december          | 18 december |  |  | 21 december          | 21 december |  |
|  |                 |             |  |  |                        |               |  |  | Al-Ahly              | 1           |  |  | Bayern München       | 2           |  |
|  |                 |             |  |  |                        |               |  |  | Monterrey            | 5           |  |  | Raja Casablanca      | 0           |  |
|  |                 |             |  |  |                        |               |  |  |                      |             |  |  |                      |             |  |
|  |                 |             |  |  |                        |               |  |  |                      |             |  |  | Match om tredjeplats |             |  |
|  | 11 december     | 11 december |  |  | 14 december            | 14 december   |  |  | 18 december          | 18 december |  |  | 21 december          | 21 december |  |
|  | Raja Casablanca | 2           |  |  | Raja Casablanca (e.f.) | 2             |  |  | Raja Casablanca      | 3           |  |  | Guangzhou Evergrande | 2           |  |
|  | Auckland        | 1           |  |  | Monterrey              | 1             |  |  | Atlético Mineiro     | 1           |  |  | Atlético Mineiro     | 3           |  |

### Playoff till kvartsfinalerna
| 1                  | 11 december        | Raja Casablanca         | 2 – 1           | Auckland City | Stade Adrar                                           |                                                       |
| 19:30 Huvudartikel | 19:30 Huvudartikel | Iajour 39′ Hafidi 90+2′ | (1 – 0) Rapport | Krishna 63′   | Agadir Publik: 34 875 Domare: Bakary Gassama (Gambia) | Agadir Publik: 34 875 Domare: Bakary Gassama (Gambia) |
| 19:30 Huvudartikel | 19:30 Huvudartikel |                         |                 |               | Agadir Publik: 34 875 Domare: Bakary Gassama (Gambia) | Agadir Publik: 34 875 Domare: Bakary Gassama (Gambia) |
| 19:30 Huvudartikel | 19:30 Huvudartikel |                         |                 |               | Agadir Publik: 34 875 Domare: Bakary Gassama (Gambia) | Agadir Publik: 34 875 Domare: Bakary Gassama (Gambia) |

### Kvartsfinaler
| 2                  | 14 december        | Guangzhou Evergrande  | 2 – 0           | Al-Ahly | Stade Adrar                                            |                                                        |
| 16:00 Huvudartikel | 16:00 Huvudartikel | Elkeson 49′ Conca 67′ | (0 – 0) Rapport |         | Agadir Publik: 34 579 Domare: Sandro Ricci (Brasilien) | Agadir Publik: 34 579 Domare: Sandro Ricci (Brasilien) |
| 16:00 Huvudartikel | 16:00 Huvudartikel |                       |                 |         | Agadir Publik: 34 579 Domare: Sandro Ricci (Brasilien) | Agadir Publik: 34 579 Domare: Sandro Ricci (Brasilien) |
| 16:00 Huvudartikel | 16:00 Huvudartikel |                       |                 |         | Agadir Publik: 34 579 Domare: Sandro Ricci (Brasilien) | Agadir Publik: 34 579 Domare: Sandro Ricci (Brasilien) |

| 3                  | 14 december        | Raja Casablanca      | 2 – 1 (e.fl.)         | Monterrey   | Stade Adrar                                          |                                                      |
| 19:30 Huvudartikel | 19:30 Huvudartikel | Chtibi 24′ Guehi 95′ | (1 – 0,1 – 1) Rapport | Basanta 53′ | Agadir Publik: 34 579 Domare: Alireza Faghani (Iran) | Agadir Publik: 34 579 Domare: Alireza Faghani (Iran) |
| 19:30 Huvudartikel | 19:30 Huvudartikel |                      |                       |             | Agadir Publik: 34 579 Domare: Alireza Faghani (Iran) | Agadir Publik: 34 579 Domare: Alireza Faghani (Iran) |
| 19:30 Huvudartikel | 19:30 Huvudartikel |                      |                       |             | Agadir Publik: 34 579 Domare: Alireza Faghani (Iran) | Agadir Publik: 34 579 Domare: Alireza Faghani (Iran) |

### Semifinaler
| 4                  | 17 december        | Guangzhou Evergrande | 0 – 3           | Bayern München                     | Stade Adrar                                           |                                                       |
| 19:30 Huvudartikel | 19:30 Huvudartikel |                      | (0 – 2) Rapport | Ribéry 40′ Mandžukić 44′ Götze 47′ | Agadir Publik: 27 311 Domare: Bakary Gassama (Gambia) | Agadir Publik: 27 311 Domare: Bakary Gassama (Gambia) |
| 19:30 Huvudartikel | 19:30 Huvudartikel |                      |                 |                                    | Agadir Publik: 27 311 Domare: Bakary Gassama (Gambia) | Agadir Publik: 27 311 Domare: Bakary Gassama (Gambia) |
| 19:30 Huvudartikel | 19:30 Huvudartikel |                      |                 |                                    | Agadir Publik: 27 311 Domare: Bakary Gassama (Gambia) | Agadir Publik: 27 311 Domare: Bakary Gassama (Gambia) |

| 6                  | 18 december        | Raja Casablanca                              | 3 – 1           | Atlético Mineiro | Stade de Marrakech                                                 |                                                                    |
| 19:30 Huvudartikel | 19:30 Huvudartikel | Iajour 51′ Moutouali 84′ (str.) Mabidé 90+4′ | (0 – 0) Rapport | Ronaldinho 63′   | Marrakech Publik: 35 219 Domare: Carlos Velasco Carballo (Spanien) | Marrakech Publik: 35 219 Domare: Carlos Velasco Carballo (Spanien) |
| 19:30 Huvudartikel | 19:30 Huvudartikel |                                              |                 |                  | Marrakech Publik: 35 219 Domare: Carlos Velasco Carballo (Spanien) | Marrakech Publik: 35 219 Domare: Carlos Velasco Carballo (Spanien) |
| 19:30 Huvudartikel | 19:30 Huvudartikel |                                              |                 |                  | Marrakech Publik: 35 219 Domare: Carlos Velasco Carballo (Spanien) | Marrakech Publik: 35 219 Domare: Carlos Velasco Carballo (Spanien) |

### Match om femteplats
| 5                  | 18 december        | Al-Ahly   | 1 – 5           | Monterrey                                              | Stade de Marrakech                                 |                                                    |
| 16:30 Huvudartikel | 16:30 Huvudartikel | Moteab 8′ | (1 – 4) Rapport | Cardozo 3′ Delgado 22′, 65′ López 27′ Suazo 45′ (str.) | Marrakech Publik: 35 219 Domare: Mark Geiger (USA) | Marrakech Publik: 35 219 Domare: Mark Geiger (USA) |
| 16:30 Huvudartikel | 16:30 Huvudartikel |           |                 |                                                        | Marrakech Publik: 35 219 Domare: Mark Geiger (USA) | Marrakech Publik: 35 219 Domare: Mark Geiger (USA) |
| 16:30 Huvudartikel | 16:30 Huvudartikel |           |                 |                                                        | Marrakech Publik: 35 219 Domare: Mark Geiger (USA) | Marrakech Publik: 35 219 Domare: Mark Geiger (USA) |

### Match om tredjepris
| 7                  | 21 december        | Guangzhou Evergrande        | 2 – 3           | Atlético Mineiro                        | Stade de Marrakech                                      |                                                         |
| 16:30 Huvudartikel | 16:30 Huvudartikel | Muriqui 9′ Conca 15′ (str.) | (2 – 2) Rapport | Tardelli 2′ Ronaldinho 45+1′ Luan 90+1′ | Marrakech Publik: 37 774 Domare: Alireza Faghani (Iran) | Marrakech Publik: 37 774 Domare: Alireza Faghani (Iran) |
| 16:30 Huvudartikel | 16:30 Huvudartikel |                             |                 |                                         | Marrakech Publik: 37 774 Domare: Alireza Faghani (Iran) | Marrakech Publik: 37 774 Domare: Alireza Faghani (Iran) |
| 16:30 Huvudartikel | 16:30 Huvudartikel |                             |                 |                                         | Marrakech Publik: 37 774 Domare: Alireza Faghani (Iran) | Marrakech Publik: 37 774 Domare: Alireza Faghani (Iran) |

### Final
| 8     | 21 december | Bayern München      | 2 – 0           | Raja Casablanca | Stade de Marrakech                                        |                                                           |
| 19:30 | 19:30       | Dante 7′ Thiago 22′ | (2 – 0) Rapport |                 | Marrakech Publik: 37 774 Domare: Sandro Ricci (Brasilien) | Marrakech Publik: 37 774 Domare: Sandro Ricci (Brasilien) |
| 19:30 | 19:30       |                     |                 |                 | Marrakech Publik: 37 774 Domare: Sandro Ricci (Brasilien) | Marrakech Publik: 37 774 Domare: Sandro Ricci (Brasilien) |
| 19:30 | 19:30       |                     |                 |                 | Marrakech Publik: 37 774 Domare: Sandro Ricci (Brasilien) | Marrakech Publik: 37 774 Domare: Sandro Ricci (Brasilien) |